# Bandar Lampung
Bandar Lampung è una città dell'Indonesia, capoluogo e centro più popoloso della provincia di Lampung, nel sud dell'isola di Sumatra in Indonesia.

## Geografia fisica
La città si estende su una superficie di 169,21 km². Al 2010 la popolazione stimata era di 881.801 abitanti. Un tempo chiamata Tanjungkarang-Telukbetung, il nome delle due zone più importanti della città, venne rinominata nel 1983. Per gli immigrati e i viaggiatori provenienti da Java, la città era la porta d'ingresso a Sumatra, soprattutto prima della costruzione del porto di Bakauheni appena a sud della città.
Nella città si trova l'Università di Lampung, fondata nel 1965.

## Amministrazione
Bandar Lampung è una città con lo status di reggenza. È suddivisa in 13 kecamatan e 98 kelurahan. I 13 kecamatan sono:
- Kedaton
- Rajabasa
- Tanjung Senang
- Sukarame
- Sukabumi
- Kemiling
- Tanjung Karang Barat
- Tanjung Karang Pusat
- Tanjung Karang Timur
- Teluk Betung Barat
- Teluk Betung Selatan
- Teluk Betung Utara
- Panjang